# Mayora Indah
PT Mayora Indah Tbk, allmänt känd som Mayora, är ett indonesiskt livsmedelsföretag med huvudkontor i Jakarta. Företaget grundades 1977 och producerar främst mat och dryck. Mayora är mest känt för att vara världens största tillverkare av kaffegodis genom varumärket Kopiko. Företaget är noterat på Jakarta Stock Exchange (nu Indonesia Stock Exchange) sedan 4 juli 1990. PT Unita Branindo äger 32,93% av aktierna.

## Produkter
Mayora Group producerar flera produktlinjer, nämligen:
- Kex: Roma Better, Roma Slai Olai, Roma Chess Kress, Roma Coffee Joy, Roma Malkist Crackers, Roma Malkist Abon, Roma Sari Gandum Sandwich, Roma Cream Crackers, Roma Biskuit Kelapa & Roma Marie Susu, Malkist Chocolate
- Godis: Kopiko, Kis, Plonk, Tamarin & Juizy Milk
- Wafer: Astor, Beng-Beng, Beng-Beng Max, Roma Zuper Keju (Cal Cheese) & Roma Superstar
- Choklad: Choki-Choki & Danisa
- Spannmålsbaserad dryck: Energen
- Kaffe: Kopi Ayam Merak, Kopiko Brown Coffee, Kopiko Blanca, Kopiko White Mocca, Tora Bika Duo Kopi & Gula, Tora Bika Oke Kopi & Gula, Tora Bika 3 in 1, Tora Bika Jahe Susu, Tora Bika Cappuccino, Tora Bika Moka & Tora Bika Susu Full Cream, Kopiko Black, Kopiko Cappuccino (tidigare Kopiccino), Kopiko LA (låg syra), Kopiko Double Cups
- Gröt: Super Bubur
- Snabbnudlar: Mi Gelas
- Drycker: Kopiko 78 ° C, Vitazone, Teh Pucuk Harum & Q Guava, Kopiko Iced Blanca, Kopiko Iced Black, Kopiko Iced Brown, Le Minerale

## Närvaro
De har närvaro i följande länder världen över.

### Asien
- Indonesien
- Malaysia
- Singapore
- Brunei
- Filippinerna
- Thailand
- Kambodja
- Laos
- Vietnam
- Östtimor
- Myanmar
- Kina
- Hongkong
- Macao
- Taiwan
- Japan
- Sydkorea
- Nordkorea
- Indien
- Bangladesh
- Pakistan
- Sri Lanka
- Maldiverna

### Mellanöstern
- Israel
- Saudiarabien
- Förenade arabemiraten
- Bahrain
- Qatar
- Kuwait
- Iran
- Irak
- Jordanien
- Oman
- Libanon
- Turkiet
- Egypten
- Marocko
- Jemen

### Oceanien
- Australien
- Nya Zeeland
- Papua Nya Guinea
- Fiji

### Afrika
- Sydafrika
- Ghana
- Kenya
- Madagaskar
- Mauritius
- Nigeria

### Europa
- Storbritannien
- Frankrike
- Italien
- Tyskland
- Spanien
- Portugal
- Sverige
- Ryssland
- Polen
- Schweiz
- Lettland
- Danmark
- Österrike
- Grekland
- Nederländerna

### Nordamerika
- USA
- Kanada
- Mexiko

### Sydamerika
- Argentina
- Brasilien
- Peru
- Surinam